# Melanoplus ascensor
Melanoplus ascensor är en insektsart som först beskrevs av Scudder, S.H. 1897.  Melanoplus ascensor ingår i släktet Melanoplus och familjen gräshoppor. Inga underarter finns listade i Catalogue of Life.